# Cubix
Cubix (coréen: 큐빅스 ; puis renommé 로보짱 큐빅스 pour la chaîne KBS ou Cubix: Robots for Everyone) est une série télévisée d'animation 3D américano-sud-coréenne en 26 épisodes de 30 minutes, produite par le studio Cinepix du 11 août 2001 au 26 avril 2003. En France, la série a été diffusée sur TF1 dans l'émission TF! Jeunesse.

## Synopsis
En l'an 2044, le jeune Connor est un garçon passionné par les robots. 
Ses rêves deviennent réalité lorsque lui et sa famille déménagent dans la ville de Bubble Town, centre mondial de la production de robots, où chaque habitant possède son robot personnel. Connor y rencontre de nouveaux amis : Chip (et son robot Cerebrix), Mong (et son robot Maximix) et Abbie (et son robot Dondon). 
Connor, le seul du groupe qui n'avait pas encore de robot personnel, reçoit en cadeau Cubix, un robot cassé, réputé irréparable, mais qui se révélera être le robot le plus perfectionné de tous (pouvant se transformer à volonté).
Les pouvoirs de Cubix se révèleront très utiles face au Docteur K, un scientifique fou qui cherche à détruire la ville en cherchant du solix sur les robots dysfonctionnels qui sont devenus fou.

### Doublage
- Aurélien Ringelheim - Connor
- Fanny Roy - Abbie
- Alain Louis
- Jean-Paul Clerbois
- Fabienne Loriaux

### Jeu vidéo
Cubix Robots for Everyone: Showdown (en)